# SN 2006qd
SN 2006qd – supernowa typu Ia odkryta 16 listopada 2006 roku w galaktyce A230805-0010. W momencie odkrycia miała maksymalną jasność 22,60m.